# Anactinia superficialis
Anactinia superficialis är en korallart som först beskrevs av Bamford 1912.  Anactinia superficialis ingår i släktet Anactinia och familjen Arachnactidae. Inga underarter finns listade i Catalogue of Life.